# Гадамар
Гадамар (нім. Hadamar) — місто в Німеччині, знаходиться в землі Гессен. Підпорядковується адміністративному округу Гіссен. Входить до складу району Лімбург-Вайльбург.
Площа — 40,99 км2. Населення становить 12 626 ос. (станом на 31 грудня 2020).

## Географії

### Адміністративний поділ
Місто  складається з 8 районів:
- Гадамар
- Нідергадамар
- Нідерцойцгайм
- Оберцойцгайм
- Штайнбах
- Оберваєр
- Нідерваєр
- Фаульбах

## Персоналії
- Карл Йозеф Браун (1822 — 1893) — німецький політик.